# Tilman
Tilman (auch Tilmann, Tillman oder Tillmann) ist ein männlicher Vorname und Familienname.

## Herkunft und Bedeutung
Das erste Glied, Til, ist mit dem altsächsischen thiod und dem althochdeutschen diot („Volk“) verwandt, ähnlich den ersten Silben anderer Namen, wie Dietmar. Aus diesen entwickelte sich unter anderem der Name "Thiele", aus welchem durch Anhängen des Suffixes -man(n) der Name Thielmann entstand. Aus diesem ging schließlich die Variante Tilmann, deren Schreibung in Bezug auf Dopplung von l oder n regional variiert, hervor.
Das oben erwähnte Suffix -man(n) hat hierbei ursprünglich die Bedeutung Mensch, jedoch verlor es diese weitgehend und fungiert stattdessen unter anderem als Patronym.

## Varianten
- Thielemann
- Thielemans
- Thielmann
- Tielemans
- Tielmann
- Tielman
- Tilemann
- Tilmann
- Tillman
- Tillmann
- Tillmans
- Tillmanns
- Tilmanns
- Tylman
- Tylmann
- Till
- Til
- Tilljan
- Tilli
- Thyl

Die weiblichen Namen Tilla oder Tilly sind meist Varianten des Namens Ottilie oder Mathilde.

## Namenstag
- Namenstag ist der 16. Januar

## Namensträger
- Meister Tilman, Kölner Schnitzer und Bildhauer (15. Jh.)

### Vorname
- Tilman Baumgärtel (* 1966), deutscher Medienwissenschaftler und Journalist
- Tilman Becker (* 1954), deutscher Agrarökonom, Hochschullehrer und Glücksspielexperte
- Tilman Berger (* 1956), deutscher Slawist
- Tilman Birr (* 1980), deutscher Autor, Liedermacher und Kabarettist
- Tilman Bollacher (* 1964), Landrat des Landkreises Waldshut
- Tilman Borck (* 1968), deutscher Schauspieler, Synchronsprecher und Dozent
- Tilman Borsche (* 1947), deutscher Philosoph
- Tilman Büttner (* 1964), deutscher Kameramann
- Tilman Esslinger (* 1965), deutscher Physiker
- Tilman Evers (* 1942), deutscher Sozialwissenschaftler
- Tilman Fichter (1937–2025), deutscher Politikwissenschaftler
- Tilman Hoppstock (* 1961), deutscher Konzertgitarrist, Cellist und Musikwissenschaftler
- Tilman Hornig (* 1979), deutscher Künstler
- Tilman Jens (1954–2020), deutscher Journalist und Buchautor
- Tilman Knabe (* 1970), deutscher Theaterregisseur
- Tilman Krause (* 1959), deutscher Literaturkritiker
- Tilman Krischer (1931–2013), deutscher Klassischer Philologe
- Tilman Kuban (* 1987), deutscher Politiker (CDU)
- Tilman Madaus (* 1962), deutscher Schauspieler und Hörspielsprecher
- Tilman Nagel (* 1942), deutscher Arabistiker und Islamwissenschaftler
- Tilman Bacon Parks (1872–1950), US-amerikanischer Politiker
- Tilman Pünder (1932–2021), deutscher Kommunalpolitiker (CDU)
- Tilman Rammstedt (* 1975), deutscher Schriftsteller und Musiker
- Tilman Repgen (* 1964), deutscher Rechtshistoriker
- Tilman Riemenschneider (≈1460–1531), Bildschnitzer und Bildhauer am Übergang von der Spätgotik zur Renaissance
- Tilman Röhrig (* 1945), deutscher Schriftsteller und Schauspieler
- Tilman Rossmy (* 1958), deutscher Songwriter, Folk- und Country-Liedermacher
- Tilman Valentin Schweiger (* 1963), deutscher Schauspieler, Regisseur, Drehbuchautor und Produzent, siehe Til Schweiger
- Tilman Spengler (* 1947), deutscher Sinologe, Schriftsteller und Journalist
- Tilman Struve (1938–2014), deutscher Historiker
- Tilman Tarach, deutscher Sachbuchautor
- Tilman Tögel (1960–2019), deutscher Politiker (SPD)
- Tilman Zülch (1939–2023), Mitgründer und Präsident der Gesellschaft für bedrohte Völker und Autor

### Familienname
- Wolfgang Tillmans (* 1968), deutscher Fotograf und Künstler
- Adérito António Pinto Tilman (* 1973), osttimoresischer Beamter
- Alexandre Vital da Cruz Araújo Tilman, osttimoresischer Diplomat
- António Maria Nobre Amaral Tilman, osttimoresischer Politiker
- Bill Tilman (1898–1977), englischer Bergsteiger und Segler
- David Tilman (* 1949), US-amerikanischer Ökologe
- Harry Tilman (1960–1994), deutscher Maler
- Luís Tilman, osttimoresischer Politiker (UDT)
- Manuel Tilman (Politiker) (* 1946), osttimoresischer Anwalt und Politiker (KOTA)
- Manuel Tilman (Freiheitskämpfer) (Kampfname Leça Rubi), osttimoresischer Freiheitskämpfer
- Sancha Margarida Tilman (* 1978), osttimoresische Politikerin

### Sonstiges
- Tilman Ridge, Gebirgskamm im Viktorialand, Antarktika